# Albelda de Iregua
Albelda de Iregua is een gemeente in de Spaanse provincie en regio La Rioja met een oppervlakte van 23,03 km². Albelda de Iregua telt 3.319 inwoners (1 januari 2016).

## Geboren in Albelda de Tregua
- Javier Cámara (1967), acteur